# Kommunismus der Konsumtion
Der Kommunismus der Konsumtion bezeichnet nach Karl Marx eine Gesellschaftsordnung oder Wirtschaftsweise, in der alle Beteiligten den gleichen Anteil an den erzeugten Gütern bekommen, d. h. unabhängig davon, wer die Waren produziert hat oder wem die Produktionsmittel gehören.
Es geht also, im Gegensatz zum Kommunismus marxistischer Prägung, nicht um die Aufhebung der kapitalistischen Produktionsweise, sondern nur um eine Verteilungsgleichheit. Karl Marx wendet sich 1875 in der Kritik des Gothaer Programms gegen die Beschränkung auf die Verteilung, die das Programm, „unter Lassalleschem Einfluß, bornierterweise allein ins Auge faßt, nämlich an den Teil der Konsumtionsmittel, der unter die individuellen Produzenten der Genossenschaft verteilt wird.“ Marx meint: „Der Vulgärsozialismus (und von ihm wieder ein Teil der Demokratie) hat es von den bürgerlichen Ökonomen übernommen, die Distribution als von der Produktionsweise unabhängig zu betrachten und zu behandeln, daher den Sozialismus hauptsächlich als um die Distribution sich drehend darzustellen.“
Der sowjetische Historiker A. W. Mischulin beschreibt in seiner Monographie Spartacus die Verteilungspraxis der Beute im Heer des römischen Sklavenführers Spartacus als Beispiel für einen solchen Kommunismus der Konsumtion.